# Stadion PMFC
Lo Stadion PMFC, noto anche come Újmecsekaljai stadion per via del distretto in cui è ubicato, è uno stadio della città ungherese di Pécs.